# Diocesi di Penafiel
La diocesi di Penafiel (in latino: Dioecesis Pintiensis) è una sede soppressa e sede titolare della Chiesa cattolica.

## Storia
La diocesi di Penafiel fu eretta il 10 luglio 1770 con la bolla Totius orbis ecclesiis di papa Clemente XIV, ricavandone il territorio dalla diocesi di Porto, e fu resa suffraganea dell'arcidiocesi di Braga. L'erezione della diocesi di Penafiel avvenne nell'anno in cui Giuseppe I diede a Penafiel lo status di città; prima di allora il centro abitato si chiamava Sousa Arrifana.
La decisione di elevarla a diocesi fu dovuta, più che a reali esigenze pastorali od ecclesiastiche, all'influenza che ebbe sul Re la figura di Sebastião José de Carvalho e Melo, marchese di Pombal e Ministro di Giuseppe I. Egli, entrato in collisione con il vescovo di Porto, lo volle privare di una parte importante della diocesi, e del reddito relativo. La nuova diocesi inoltre comprendeva un territorio che arrivava ad includere persino alcune freguesias periferiche della città di Porto.
Secondo la bolla di erezione, la nuova diocesi comprendeva la comarca di Penafiel per un totale di 102 parrocchie. Fu eretta a cattedrale la chiesa della confraternita della Misericordia. Il primo, ed unico, vescovo fu il carmelitano Inácio de São Caetano, confessore di Maria I, al tempo in cui questa era solo principessa del Brasile.
La diocesi ebbe vita breve e fu ben presto soppressa su istanza della regina Maria I. Il 12 agosto 1778 il vescovo rassegnò le sue dimissioni; il 7 dicembre successivo la Congregazione Concistoriale accolse la richiesta della regina e giunse alla conclusione di proporre al pontefice la soppressione della diocesi e la sua annessione al territorio alla diocesi di Porto; due giorni dopo furono accolte le dimissioni di Inácio de São Caetano. Infine, l'11 dicembre 1778 con un motu proprio la diocesi di Penafiel fu definitivamente soppressa.
Dal 1969 Penafiel è una sede vescovile titolare della Chiesa cattolica; l'attuale arcivescovo, titolo personale, titolare è Francisco-Javier Lozano, già nunzio apostolico in Romania e Moldavia.

## Cronotassi dei vescovi
- Inácio de São Caetano, O.C.D. † (17 giugno 1771 - 9 dicembre 1778 dimesso)

## Cronotassi dei vescovi titolari
- Bernard Theodore Espelage, O.F.M. † (25 agosto 1969 - 19 febbraio 1971 deceduto)
- John Joseph Mulcahy † (28 dicembre 1974 - 26 aprile 1994 deceduto)
- Francisco-Javier Lozano, dal 9 luglio 1994